# Fünf-Scheffel-Reis-Aufstand
Der Fünf-Scheffel-Reis-Aufstand (chinesisch 五斗米道, Pinyin Wǔdǒumǐ dào, W.-G. Wu-Tou-Mi-Tao) war eine religiös motivierte Revolte am Ende der Han-Dynastie (206 v. Chr. – 220 n. Chr.). Angeführt wurde der Aufstand vom Enkel des Stifters der Himmelsmeister, Zhang Lu. Der Name des Aufstands bezieht sich auf die Fünf-Scheffel-Abgabe, die entweder für Heilungen (Zhang Daoling war ein Glaubensheiler) oder als Tempelgebühren gezahlt wurden. Der Aufstand wurde zum Vorbild für die populären Aufstände, die später gegen dynastische Regierungen angestiftet wurden. Eine weitere Bedeutung wäre: Scheffel bezeichnet das Sternbild des großen Bären. Der, durch Li Shaojun angeregt, die heilige Standarte des Kaisers zierte.

## Geschichte
Am beginnenden 2. Jahrhundert verwendete Zhang Daoling, der Gründer der Daoisten-Organisation, seine Popularität als Glaubensheiler und frommer Führer, um eine theologische Bewegung zu organisieren, die als die Weise der Himmelsmeister bekannt ist. Sein Ziel war es, Landarbeiter von der weitverbreiteten Armut und von der Korruption zu befreien, die sie unter der Han-Dynastie bedrückte. Er fand in Sichuan viele Anhänger. Mit ihm wandte sich der Daoismus zum ersten Mal an breite Schichten und nicht nur an Fürsten.
Zhang Daolings Sohn und in dessen Nachfolge, der Enkel Zhang Lu (ca. 190 – 220) lehnten sich gegen die Han-Dynastie auf und gründeten in Sichuan einen eigenen Staat. Der Staat überdauerte über 30 Jahre, bis sich Zhang dem neuen Herrscher Cao Cao übergab. Der General legitimierte Zhang als Oberhaupt der Daoisten und im Gegenzug erklärte Zhang den Sohn Cao Caos zum rechtmäßigen Kaiser.